# محمدرضا ملکشاهی‌راد
محمدرضا ملکشاهی‌راد (زادهٔ ۱۳۳۶ در الشتر) سیاستمدار اصولگرای ایرانی و نماینده منتخب مردم خرم‌آباد در دوره هشتم مجلس شورای اسلامی و دورهٔ دهم مجلس شورای اسلامی بود.

محمدرضا ملکشاهی‌راد تنها نمایندهٔ حوزه انتخابیه خرم‌آباد و چگنی بوده که توانسته است دو دوره از این حوزه انتخابیه به مجلس راه یابد و در سه دوره دیگر جز چهار نفر اول بوده است و ایشان از محبوبیت بالایی در بین مردم خرم آباد و چگنی برخوردار است.

## سوابق اجرایی و سیاسی
- در سال ۱۳۷۶ بعنوان مشاور معاونت متوسطه وزیر آموزش و پرورش دولت وقت منصوب شد
- نمایندهٔ دورهٔ هشتم و دهم مجلس شورای اسلامی، نایب رئیس کمیسیون عمران در دورهٔ هشتم، انتخاب و حضور مستمر در کمیسیون تلفیق و بودجه در دورهٔ دهم
- در سال ۱۳۹۱ بعنوان قائم مقام سازمان بنادر و کشتیرانی کشور و رئیس صندوق بازنشستگی وظیفه این سازمان منصوب شد
- مشاور عالی رییس سازمان صداوسیمای کشور
- مشاور رییس کمیسیون عمران در مجلس شورای اسلامی
- راه‌اندازی حزب موتلفه در چند شهر استان لرستان و رئیس حزب موتلفه استان لرستان
- عضو شورای مرکزی حزب موتلفهٔ اسلامی
- معاون صدا و سیمای مرکز لرستان
- مدیرکل آموزش و پرورش استان لرستان
- قائم مقام مرکز صداوسیمای استان همدان